# Michail Frunze

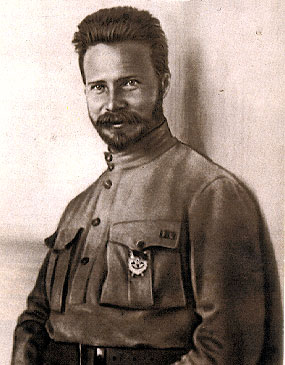
Michail Frunze 1920.

Michail Vasiljevitj Frunze (ryska: Михаи́л Васи́льевич Фру́нзе), född 2 februari (enl. n.s; 21 januari enl. g.s.) 1885 i Pisjpek, död 31 oktober 1925 i Moskva, var en rysk politiker och militär.
Frunze var från 1904 medlem av det ryska bolsjevikiska partiet, tidvis förvisad till Sibirien. 1917 blev han ordförande i bonderådet i Vitryssland. Som arméchef besegrade han 1919 Aleksandr Koltjak och tillfogade 1920 med sydarmén Pjotr Wrangel ett avgörande nederlag under ryska inbördeskriget. Som medlem av centralkommittén i Rysslands kommunistiska parti (bolsjevikerna) och Sovjetregeringens centrala exekutivkommitté utövade Frunze stort inflytande, och 1924 blev han ordförande för högsta krigsrådet. Han avled 1925 i sviterna av en magoperation.
År 1926 fick Frunzes hemstad Pisjpek i nuvarande Kirgizistan namnet Frunze, men detta ändrades 1991 till Bisjkek. Stationen Frunzenskaja i Moskvas tunnelbana är uppkallad efter honom.